# فيليب إيفرسون
فيليب إيفرسون هو رسام كندي، ولد في 26 يناير 1965 في فريدريكتون في كندا، وتوفي في 13 أغسطس 2006 في مونتريال في كندا.